# Беллатор 290
Главным событием Bellator 290 станет последний бой легенды ММА и бывшего чемпиона PRIDE в супертяжелом весе Федора Емельяненко перед завершением карьеры. Емельяненко сразится с чемпионом Bellator в супертяжелом весе Райаном Бейдером (также бывшим чемпионом Bellator в полутяжелом весе.
Бой, который станет первым событием 2023 года для промоушена, представляет собой матч-реванш их поединка в январе 2019 года, в котором Бейдер победил своего соперника техническим нокаутом в первом раунде и выиграл титул чемпиона мира Bellator в супертяжелом весе . 
Ожидается, что на мероприятии состоится поединок за звание чемпиона мира Bellator в полутяжелом весе между действующим чемпионом Вадимом Немковым (также чемпионом мира Гран-при Bellator в полутяжелом весе ) и бывшим претендентом на титул UFC в среднем весе Йоэлем Ромеро .  Однако Немков отказался от участия по неизвестным причинам, и бой был отменен. 
Новым соглавным событием станет поединок за звание чемпиона мира Bellator в среднем весе между действующим чемпионом Джонни Эбленом и Анатолием Токовым . 
На этом мероприятии должны были встретиться Нейман Грейси и Майкл Ломбардо.  Однако за две недели до мероприятия Ломбардо был вынужден отказаться от боя, и его заменил Данте Широ. 
На взвешивании Диана Авсарагова провалила тест на вес для своего боя, набрав 128,8 фунта, что на 2,8 фунта больше предела для нетитульного боя в наилегчайшем весе. Поединок прошел в промежуточном весе, и Авсарагова была оштрафована на 25% своего гонорара, который достался Алехандре Лара . 

## Заявленная выплата
Ниже приводится[где?] информация о выплате бойцам по данным Атлетической комиссии штата Калифорния . Важно отметить, что суммы не включают деньги спонсоров, дискреционные бонусы, зрительские баллы или дополнительные доходы.